# 新しい果実
『新しい果実』（あたらしいかじつ）は、GRAPEVINEの17枚目のアルバムである。2021年5月26日にSPEEDSTAR RECORDSより発売された。

## 概要
- 前作『ALL THE LIGHT』より約2年4ヶ月振りとなるアルバム。フルアルバム間のインターバルとしてはバンド最長を更新。
- 2作ぶりのセルフプロデュース作品となり、サポートキーボーディストの高野勲も2作ぶりの録音参加となった。
- 田中が単独で作曲した曲が全曲の半数の5曲を占めている。田中作曲の楽曲が5曲収録されるのは、『Circulator』以来20年ぶり。
- 通常盤の他にライブCD2枚を含めた初回限定盤、さらに『新しい果実』Tシャツを追加したスペシャルパッケージ盤の計3種類でのリリースとなった。

## 収録曲
1. ねずみ浄土
作詞/作曲：田中和将
配信限定シングル。
2. 目覚ましはいつも鳴りやまない
作詞/作曲：田中和将
配信限定シングル。
3. Gifted
作詞：田中和将、作曲：亀井亨
配信限定シングル。
4. 居眠り
作詞：田中和将、作曲：亀井亨
5. ぬばたま
作詞/作曲：田中和将
6. 阿
作詞：田中和将、作曲：田中和将・西川弘剛・亀井亨・金戸覚・高野勲
7. さみだれ
作詞：田中和将、作曲：亀井亨
8. josh
作詞/作曲：田中和将
9. リヴァイアサン
作詞：田中和将、作曲：亀井亨
10. 最期にして至上の時
作詞/作曲：田中和将

### Live CD（初回盤限定）
- FALL TOUR 2020 at Nakano Sunplaza Disc 1

1. HOPE (軽め)
2. Arma
3. 豚の皿
4. また始まるために
5. 報道
6. すべてのありふれた光
7. The milk (of human kindness)
8. そら
9. 指先
10. here
11. Alright
12. 片側一車線の夢
13. 光について
14. CORE
15. 超える

- FALL TOUR 2020 at Nakano Sunplaza Disc 2

1. 1977
2. NOS
3. ミスフライハイ
4. アナザーワールド